# モトクロス・オブ・ネイションズ

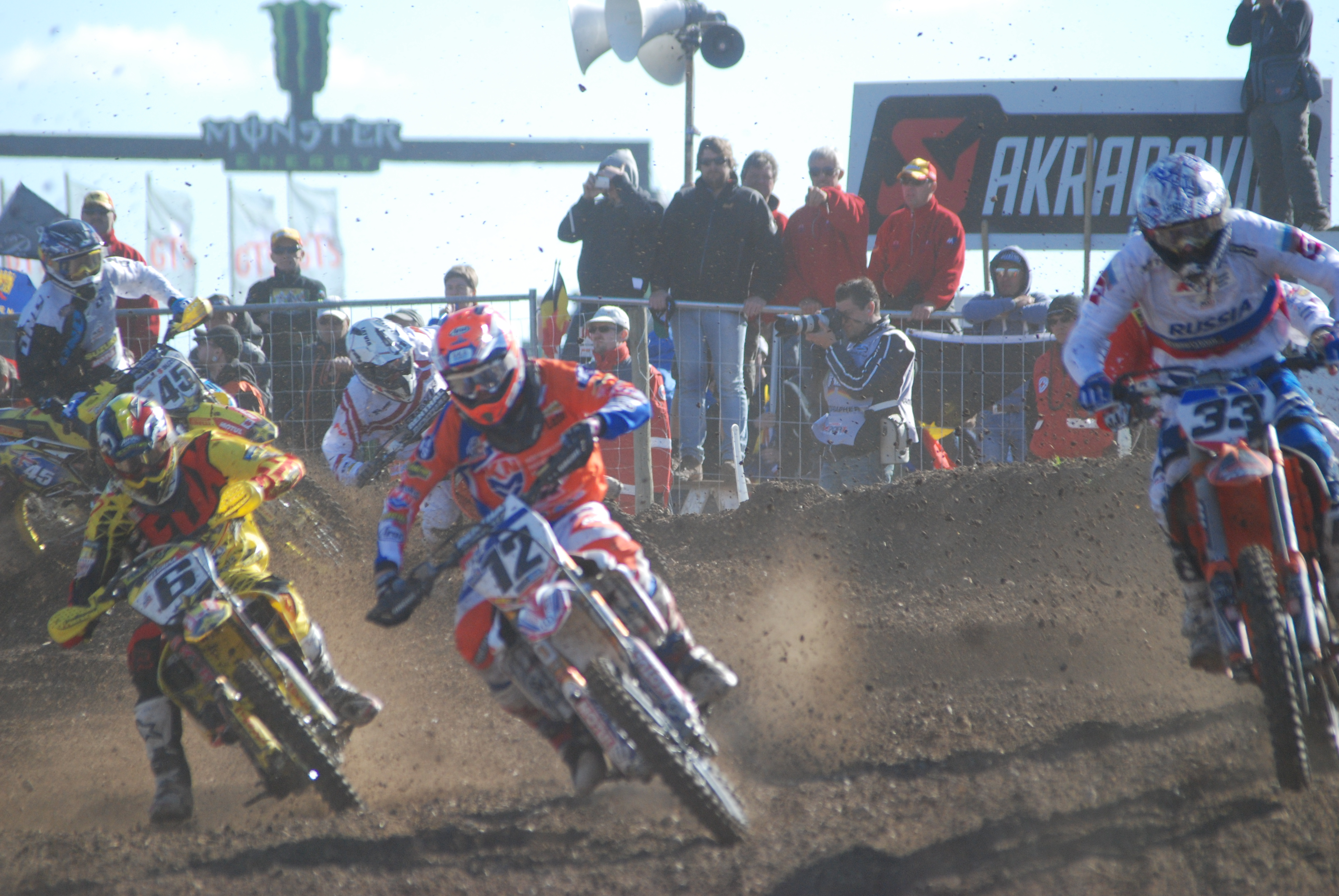
2013年大会

モトクロス・オブ・ネイションズ（Motocross of Nations,"MXoN"）は、FIMが主催するモトクロスの国別対抗戦。毎年秋開催。モトクロスのワールドカップと称される。
フランス語で『モトクロス・デ・ナシオン（Motocross des Nation）』と呼ぶ場合もある。
2008年から2010年までレッドブルが、2011年から現在までモンスターエナジーがタイトルスポンサーとなっている。

## ルール

### 現在
2023年時点の規則による。規則の多くはモトクロス世界選手権（MXGP）及びそのサポート選手権と共通している。
MX1、MX2、オープンの3クラスがあり、それぞれ一人ずつの国の代表選手で競う。バイクのブランドは同国内の各ライダーで異なっても良い。各クラスの参加条件は以下の通り。
- MXGP- 排気量175cc～250ccの2ストローク、または290cc～450ccの4ストローク。16～50歳が参戦可能。
- MX2 - 排気量100cc～125ccの2ストローク、または175cc～250ccの4ストローク。15～50歳が参戦可能。
- オープン - MXGPまたはMX2車両が使えるが、年齢下限はバイクの年齢制限の下限に従う。上限は50歳まで。

各クラス20分+2周の予選レースが行われ、各国内の上位2クラスの順位をポイントとして計算し、合計ポイント数の少ない順に上位19カ国が予選通過となる。20～31位の国では「Bファイナル」、32～44位のチームで「Cファイナル」がそれぞれ行われるが、45位以下はこの時点で敗退終了となる。
Cファイナルが最初に行われ、優勝者のみがBファイナルへ進める。次に行われるBファイナルでも優勝者のみが予選通過となり、トロフィーを争うことができる。
決勝は2クラスの混走のレース1（MXGP／MX2）、レース2（MX2／オープン）、レース3（MXGP／オープン）で、各レース30分＋2周で行われる。つまり各ライダー2レースずつ、延べ6レースを戦うことになる。
各国内で順位の数字をそのままポイントとして計算し、6レース中上位5レース分のポイントを合算。その合計ポイント数の少ない順に総合順位を決める。延べ2人以上のリタイアを出したチームは失格となる。個人成績も表彰の対象となり、2レースの合計の合算が最も少ないライダーが総合優勝となる。
1位のチームには「ピーター・チェンバレン・トロフィー」、2位には「トロフィー」、3位には「クープ」という賞がそれぞれ一年間授与される。また1～14位には賞金が与えられ、1位の賞金額は2023年時点で3,420ユーロ（50万円程度）に設定されている。

## 歴史

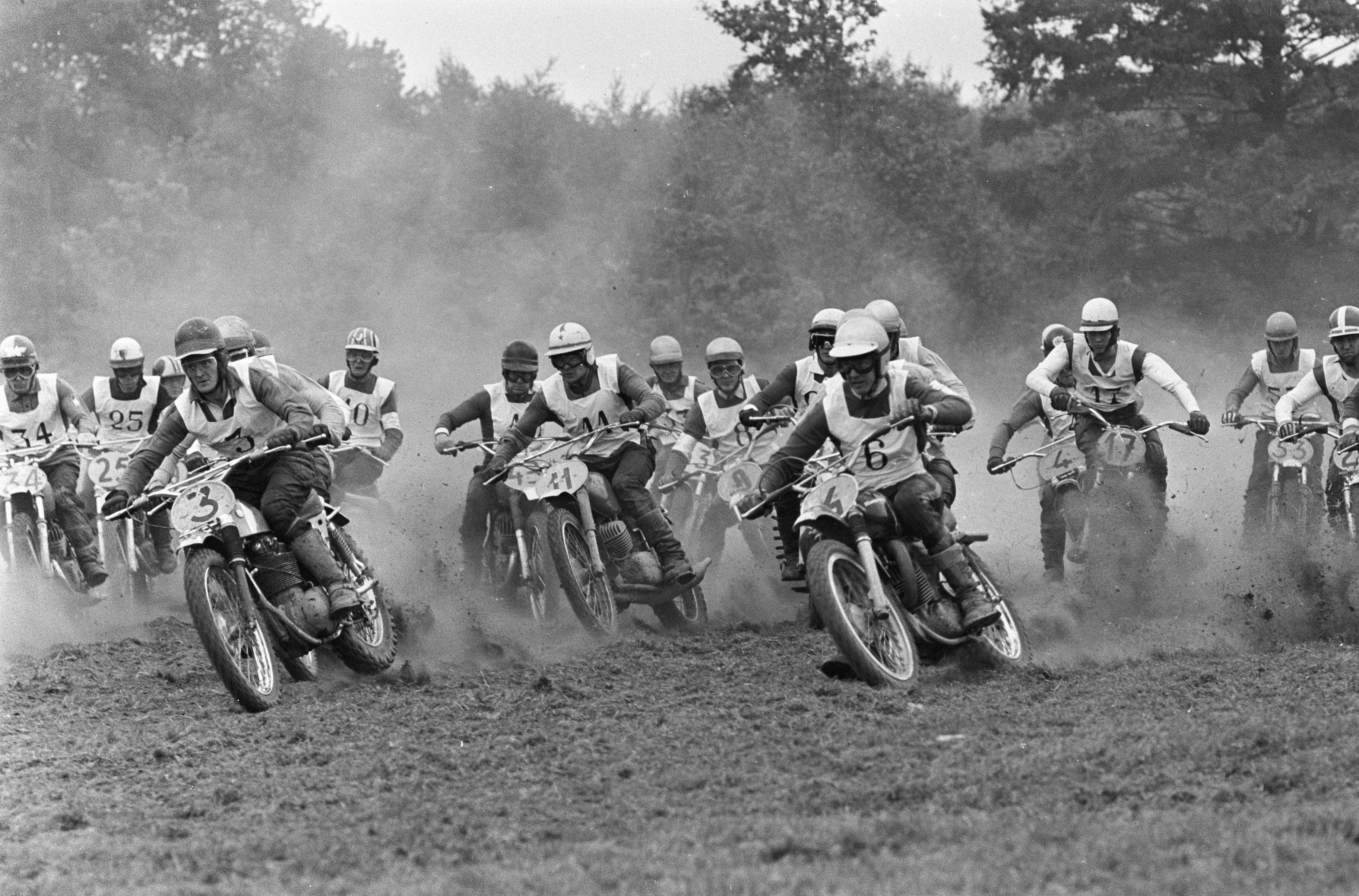
1967年大会

第二次世界大戦後の1947年に、初のモトクロスの国際大会として誕生。第一回大会はオランダ、ベルギー、イギリスの3ヶ国のみで争われた。
FIMのピーター・チェンバレン副会長が強力なサポートを行い、大会は発展を遂げていった。1954年に彼は死去したが、最高の栄誉となるトロフィーにその名を遺した。初期はイギリスが非常に強力で、他国を圧倒していた。1980年代からアメリカが猛威を振るうようになり、前人未到の14連覇を達成した。1990年代はベルギー勢が躍進した。
元々は500ccのバイクで争われたが、1961年に250ccクラスとなる「トロフィ・デ・ナシオン」が、1980年に125ccクラスの「クープ・デ・ナシオン」が発足した。1985年に2クラスずつが混走する、現在の方式が導入された。
2009年のイタリア開催は23年ぶりとなった。2011年にモンスターエナジーがタイトルスポンサーに就任した。
日本チームの最高順位は2000年と2003年の6位。
2018年アメリカ・ミシガン州のレッドバッド戦では、曇天ながら独立記念日の10倍となる6万人の観衆を集めた。2023年フランス大会では週末を通じて10万人の観客が詰めかけ、母国チームの優勝を目撃した。

## 歴代優勝国
勝利数は2022年までで、1位アメリカ（23勝）、2位イギリス（16勝）、3位ベルギー（15勝）となっている。
| 年     | 会場                               | 優勝国           | ライダー |
| ------ | ---------------------------------- | ---------------- | --- |
| 1947年 | オランダ                           | イギリス         | ニコルソン、リスト、レイ |
| 1948年 | ベルギー                           | ベルギー         | ジョンソン、コックス、Milhoux                                                                                                  |
| 1949年 | イギリス                           | イギリス         | ライン、マンス、Soovell |
| 1950年 | スウェーデン                       | イギリス         | Draper、ホール、ライン |
| 1951年 | ベルギー                           | ベルギー         | Leloup、ジョンソン、Meunier |
| 1952年 | イギリス                           | イギリス         | Stonebridge、ワード、Nex |
| 1953年 | スウェーデン                       | イギリス         | アーチャー、Draper、ワード |
| 1954年 | オランダ                           | イギリス         | ワード、Stonebridge、カーティス                                                                                                |
| 1955年 | DEN                                | スウェーデン     | ニルソン、ランディン、グスタフソン                                                                                             |
| 1956年 | ベルギー                           | イギリス         | スミス、ワード、Draper |
| 1957年 | イギリス                           | イギリス         | スミス、カーティス、マーティン                                                                                                 |
| 1958年 | スウェーデン                       | スウェーデン     | ニルソン、グスタフソン、ランデル                                                                                               |
| 1959年 | ベルギー                           | イギリス         | リックマン、スミス、Draper |
| 1960年 | フランス                           | イギリス         | リックマン、カーティス、スミス                                                                                                 |
| 1961年 | オランダ                           | スウェーデン     | ニルソン、Tibblin、ランデル |
| 1962年 | スイス                             | スウェーデン     | Tibblin、ヨハンソン、ランデル                                                                                                  |
| 1963年 | スウェーデン                       | イギリス         | D・E・リックマン、D・J・リックマン、バートン                                                                                   |
| 1964年 | イギリス                           | イギリス         | スミス、D・E・リックマン、D・J・リックマン                                                                                     |
| 1965年 | ベルギー                           | イギリス         | スミス、イーストウッド、ランプキン                                                                                             |
| 1966年 | フランス                           | イギリス         | Bickers、リックマン、イーストウッド                                                                                            |
| 1967年 | オランダ                           | イギリス         | イーストウッド、Bickers、スミス                                                                                                |
| 1968年 | ソビエト                           | ソビエト         | Shinkarenko、Petushkov、Pogrbniak、Angers                                                                                      |
| 1969年 | イギリス                           | ベルギー         | ロジャー・デコスタ、Teuwissen、ロバート、ゲボス                                                                                |
| 1970年 | イタリア                           | スウェーデン     | Hammargren、ヨハンソン、キング、アベルグ、ジョンソン                                                                           |
| 1971年 | フランス                           | スウェーデン     | ジョンソン、アベルグ、ペターソン、Hammargren                                                                                   |
| 1972年 | オランダ                           | ベルギー         | ロジャー・デコスタ、Van Velthoven、バンデビスト                                                                                |
| 1973年 | スイス                             | ベルギー         | ロジャー・デコスタ、ヘーレン、Van Velthoven、ゲボス                                                                            |
| 1974年 | スウェーデン                       | スウェーデン     | アベルグ、キング、アンダーソン、ジョンソン                                                                                     |
| 1975年 | チェコスロバキア                   | チェコスロバキア | Barbovsy、Churavy、Novacek、Velky                                                                                              |
| 1976年 | オランダ                           | ベルギー         | ロジャー・デコスタ、Rahler、ハリー・エバーツ、Van Velthoven                                                                    |
| 1977年 | フランス                           | ベルギー         | Malherbe、Van Velthoven、ロジャー・デコスタ、Mingels                                                                           |
| 1978年 | イギリス                           | ソビエト         | Moisseev、Kavinov、Korneev、Khudiakov                                                                                          |
| 1979年 | フィンランド                       | ベルギー         | ロジャー・デコスタ、ハリー・エバーツ、Malherbe、バンデンベルク                                                                 |
| 1980年 | イギリス                           | ベルギー         | Malherbe、ジョルジュ・ジョベ、Vromans、バンデンベルク                                                                          |
| 1981年 | イギリス                           | アメリカ         | チャック・サン、ジョニー・オマラ、ダニー・ラポルテ、デニー・ハンセン                                                           |
| 1982年 | スイス                             | アメリカ         | デビット・ベイリー、ジョニー・オマラ、チャンドラー、ギブソン                                                                   |
| 1983年 | ベルギー                           | アメリカ         | デビット・ベイリー、マーク・バーネット、ジェフ・ワード、ブロック・グローバー                                                   |
| 1984年 | フィンランド                       | アメリカ         | デビット・ベイリー、ジョニー・オマラ、ジェフ・ワード、リック・ジョンソン                                                       |
| 1985年 | イギリス                           | アメリカ         | デビット・ベイリー、ジェフ・ワード、ロン・ラシーン                                                                             |
| 1986年 | アメリカ                           | アメリカ         | デビット・ベイリー、リック・ジョンソン、ジョニー・オマラ                                                                       |
| 1987年 | アメリカ                           | アメリカ         | ボブ・ハンナ、リック・ジョンソン、ジェフ・ワード                                                                               |
| 1988年 | フランス                           | アメリカ         | ロン・ラシーン、リック・ジョンソン、ジェフ・ワード                                                                             |
| 1989年 | イギリス                           | アメリカ         | ジェフ・ワード、ジェフ・スタントン、マイク・キドラウスキー                                                                     |
| 1990年 | スウェーデン／ビンベルビュ         | アメリカ         | ジェフ・ワード、ジェフ・スタントン、デイモン・ブラッドショー                                                                   |
| 1991年 | オランダ／バルケンスワード         | アメリカ         | マイク・キドラウスキー、ジェフ・スタントン、デイモン・ブラッドショー                                                           |
| 1992年 | オーストラリア                     | アメリカ         | Liles、マイク・ラロッコ、ジェフ・エミッグ                                                                                      |
| 1993年 | オーストリア                       | アメリカ         | マイク・キドラウスキー、ジェレミー・マクグラス、ジェフ・エミッグ                                                               |
| 1994年 | スイス                             | イギリス         | カート・ニコル、ヘリング、マリン                                                                                               |
| 1995年 | スロバキア／スベルペック           | ベルギー         | ジョエル・スメッツ（500／フサベル）、マルニック・ベルブーツ（250／スズキ）、ステファン・エバーツ（125／カワサキ）              |
| 1996年 | スペイン／ヘレス                   | アメリカ         | ジェフ・エミッグ（500／カワサキ）、ジェレミー・マクグラス（250／ホンダ）、スティーブ・ラムソン（250／ホンダ）                  |
| 1997年 | ベルギー                           | ベルギー         | マルニック・ベルブーツ（125／スズキ）、ステファン・エバーツ（250／ホンダ）、ジョエル・スメッツ（Open／フサベル）               |
| 1998年 | イギリス／フォックスヒル           | ベルギー         | ステファン・エバーツ（250／ホンダ）、マルニック・ベルブーツ（Open／スズキ）、パトリック・カップ（125／ヤマハ）                 |
| 1999年 | ブラジル／Indaiatuba               | イタリア         | アレシオ・キオッディ（125／ハスクバーナ）、クラウディオ・フェデリッチ（250／ヤマハ）、アンドレア・バルドリーニ（Open／ヤマハ） |
| 2000年 | フランス／サン＝ジャン＝ダンジェリ | アメリカ         | リッキー・カーマイケル、トラビス・パストラーナ、ライアン・ヒューズ                                                             |
| 2001年 | ベルギー／ナミュール               | フランス         | ルイジ・セギー（125／ヤマハ）、デビッド・ビーラマン（250／ヤマハ）、イブ・デマリア（Open／ヤマハ）                             |
| 2002年 | スペイン                           | イタリア         | アンドレア・バルドリーニ、アレシオ・キオッディ、アレッサンドロ・プッザール                                                     |
| 2003年 | ベルギー／ゾルダー                 | ベルギー         | ステファン・エバーツ、スティーブ・ラモン、ジョエル・スメッツ                                                                   |
| 2004年 | オランダ／リーロップ               | ベルギー         | ステファン・エバーツ（MX1／ヤマハ）、スティーブ・ラモン（MX2／KTM）、ケビン・ストライボス（Open／スズキ）                      |
| 2005年 | フランス／エルネー                 | アメリカ         | リッキー・カーマイケル、アイバン・テデスコ、ケビン・ウインダム                                                                 |
| 2006年 | イギリス／ウィンチェスター         | アメリカ         | ジェームス・スチュワート（MX1／カワサキ）、ライアン・ビロポート（MX2／カワサキ）、アイバン・テデスコ（Open／スズキ）           |
| 2007年 | アメリカ／バッズクリーク           | アメリカ         | リッキー・カーマイケル（MX1／スズキ）、ライアン・ビロポート（MX2／カワサキ）、ティム・フェリー（Open／カワサキ）               |
| 2008年 | イギリス／ドニントンパーク         | アメリカ         | ジェームス・スチュワート（MX1／カワサキ）、ライアン・ビロポート（MX2／カワサキ）、ティム・フェリー（Open／カワサキ）           |

## 日本代表

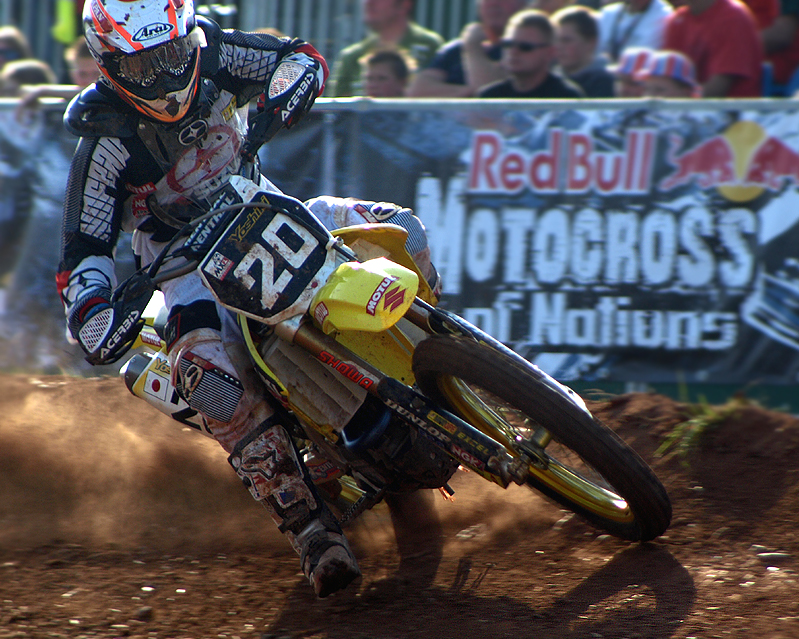
2008年大会の北居良樹

| 年     | 順位 | ライダー                                                                                            |
| ------ | ---- | --------------------------------------------------------------------------------------------------- |
| 1990年 | 15   | 東福寺保雄、（500-23/25・ホンダ）、宮内隆行（250-DNF/26・ホンダ）、岡部篤史（125-28/24・カワサキ）  |
| 1991年 | 14   | 宮内隆行（500-23/23・ホンダ）、田淵武（250-25/32・ヤマハ）、荻島忠雄（125-32/27・スズキ）           |
| 1996年 | 失格 | 小田切一剛（500-25/29・ホンダ）、榎本正則（250-DNS/DNS・カワサキ）、川島雄一郎（125-29/31・ホンダ） |
| 1998年 | 失格 | 熱田孝高（Open-16/DNF）、成田亮（250-17/24・ホンダ）、増田一将（125-DNF/DNF・ヤマハ）               |
| 1999年 | 10   | 小池田猛（Open-9/15・ヤマハ）、熱田孝高（250-12/18・ホンダ）、加賀真一（125-16/DNF・ホンダ）        |
| 2000年 | 6    | 高濱龍一郎（Open-14/23・ホンダ）、熱田孝高（250-7/12・ホンダ）、成田亮（125-17/12・ホンダ）         |
| 2003年 | 6    | 成田亮（スズキ）、増田一将（スズキ）、熱田孝高（ホンダ）                                            |
| 2004年 | 17   | 田中教世（MX1-40/DNS・カワサキ）、成田亮（MX2-25/24・ホンダ）、熱田孝高（Open-10/37・ホンダ）       |
| 2005年 | 12   | 増田一将（MX1-16/17・ホンダ）、小島庸平（MX2-32/33・スズキ）、熱田孝高（Open-9/34・スズキ）         |
| 2006年 | 12   | 成田亮（MX1-23/27・ヤマハ）、小島庸平（MX2-28/28・スズキ）、熱田孝高（Open-12/30・ホンダ）          |
| 2007年 | 7    | 成田亮（MX1-36/23・ヤマハ）、増田一将（MX2-23/16・ホンダ）、熱田孝高（Open-8/7・ホンダ）            |
| 2008年 | 17   | 新井宏彰（MX1-27/33・カワサキ）、北居良樹（MX2-38/37・スズキ）、小島庸平（Open-36/27・スズキ）      |